# Saison 2022 du Dream d'Atlanta
La saison 2022 du Dream d’Atlanta est la 15e saison de la franchise en WNBA.

## Draft
| Tour | Choix | Joueur       | Poste | Nationalité | Provenance             |
| ---- | ----- | ------------ | ----- | ----------- | ---------------------- |
| 1    | 1     | Rhyne Howard | G     | États-Unis  | University of Kentucky |
| 2    | 15    | Naz Hillmon  | F     | États-Unis  | University of Michigan |

## Matchs

### Pré-saison
| Pré-saison Total: 2-0 (Domicile : 1-0; Extérieur : 1-0) |

| Match | Date match | Équipe      | Score   | Meilleur marqueur   | Meilleur rebondeur    | Meilleur passeur   | Lieux Spectateurs        | Série |
| ----- | ---------- | ----------- | ------- | ------------------- | --------------------- | ------------------ | ------------------------ | ----- |
| 1     | 24 avril   | Washington  | V 88-69 | Kristy Wallace (17) | Monique Billings (10) | Aari McDonald (6)  | Gateway Center Arena 854 | 1 - 0 |
| 2     | 1er mai    | Connecticut | D 78-94 | Aari McDonald (12)  | Billings, Hillmon (5) | Trois joueuses (3) | Mohegan Sun Arena 3 244  | 1 - 1 |

### Saison régulière
| Saison régulière Total: 14-22 (Domicile : 8-10; Extérieur : 6-12) |

| Match | Date match | Équipe       | Score    | Meilleur marqueur   | Meilleur rebondeur        | Meilleur passeur    | Lieux Spectateurs                    | Série |
| ----- | ---------- | ------------ | -------- | ------------------- | ------------------------- | ------------------- | ------------------------------------ | ----- |
| 1     | 7 mai      | @ Dallas     | V 66-59  | Rhyne Howard (16)   | Monique Billings (14)     | Rhyne Howard (4)    | College Park Center 5 796            | 1 - 0 |
| 2     | 11 mai     | Los Angeles  | V 77-75  | Rhyne Howard (21)   | Trois joueuses (8)        | Erica Wheeler (5)   | Gateway Center Arena 3 138           | 2 - 0 |
| 3     | 13 mai     | Las Vegas    | D 73-96  | Aari McDonald (20)  | Coffey, Erica Wheeler (7) | Trois joueuses (3)  | Gateway Center Arena 3 138           | 2 - 1 |
| 4     | 15 mai     | @ Indiana    | V 85-79  | Rhyne Howard (33)   | Coffey, Parker (6)        | Kristy Wallace (3)  | Gainbridge Fieldhouse 1 745          | 3 - 1 |
| 5     | 17 mai     | @ Indiana    | V 101-79 | Rhyne Howard (19)   | Aari McDonald (6)         | Parker, Wheeler (6) | Gainbridge Fieldhouse 960            | 4 - 1 |
| 6     | 20 mai     | Washington   | D 73-78  | Rhyne Howard (21)   | Nia Coffey (10)           | Kristy Wallace (5)  | Gateway Center Arena N/A             | 4 - 2 |
| 7     | 24 mai     | @ Washington | D 50-70  | Aari McDonald (10)  | Parker, Wallace (7)       | Erica Wheeler (4)   | Entertainment and Sports Arena 2 867 | 4 - 3 |
| 8     | 29 mai     | Phoenix      | V 81-54  | Kristy Wallace (17) | Cheyenne Parker (10)      | Rhyne Howard (6)    | Gateway Center Arena 3 138           | 5 - 3 |

| Match | Date match | Équipe        | Score          | Meilleur marqueur    | Meilleur rebondeur     | Meilleur passeur     | Lieux Spectateurs                    | Série  |
| ----- | ---------- | ------------- | -------------- | -------------------- | ---------------------- | -------------------- | ------------------------------------ | ------ |
| 9     | 1er juin   | Minnesota     | V 84-76        | Rhyne Howard (22)    | Monique Billings (9)   | Erica Wheeler (9)    | Gateway Center Arena 1 268           | 6 - 3  |
| 10    | 3 juin     | Chicago       | D 65-73        | Cheyenne Parker (19) | Cheyenne Parker (6)    | Erica Wheeler (5)    | Gateway Center Arena 3 138           | 6 - 4  |
| 11    | 5 juin     | Indiana       | V 75-66        | Coffey, Howard (16)  | Nia Coffey (10)        | Erica Wheeler (4)    | Gateway Center Arena 3 000           | 7 - 4  |
| 12    | 7 juin     | @ Seattle     | D 60-72        | Cheyenne Parker (13) | Cheyenne Parker (10)   | Kristy Wallace (4)   | Climate Pledge Arena 7 262           | 7 - 5  |
| 13    | 10 juin    | @ Phoenix     | D 88-90        | Rhyne Howard (25)    | Cheyenne Parker (13)   | Rhyne Howard (5)     | Footprint Center 7 650               | 7 - 6  |
| 14    | 15 juin    | @ Connecticut | D 92-105       | Asia Durr (21)       | Naz Hillmon (9)        | Aari McDonald (5)    | Mohegan Sun Arena 4 014              | 7 - 7  |
| 15    | 17 juin    | @ Chicago     | D 100-106 (OT) | Asia Durr (21)       | Hillmon, Parker (6)    | Rhyne Howard (7)     | Wintrust Arena 7 435                 | 7 - 8  |
| 16    | 21 juin    | Dallas        | V 80-75        | Maya Caldwell (18)   | Rhyne Howard (8)       | Aari McDonald (5)    | Gateway Center Arena N/A             | 8 - 8  |
| 17    | 24 juin    | New York      | D 77-89        | Asia Durr (23)       | Rhyne Howard (8)       | Aari McDonald (4)    | Gateway Center Arena 2 697           | 8 - 9  |
| 18    | 26 juin    | Connecticut   | D 61-72        | Aari McDonald (17)   | Rhyne Howard (7)       | Howard, McDonald (4) | Gateway Center Arena 2 722           | 8 - 10 |
| 19    | 28 juin    | @ Washington  | D 74-92        | Asia Durr (13)       | Mompremier, Parker (5) | Asia Durr (4)        | Entertainment and Sports Arena 3 517 | 8 - 11 |
| 20    | 30 juin    | @ New York    | V 92-81 (OT)   | Tiffany Hayes (21)   | Hillmon Parker (7)     | Erica Wheeler (8)    | Barclays Center 6 161                | 9 - 11 |

| Match                   | Date match | Équipe        | Score   | Meilleur marqueur    | Meilleur rebondeur    | Meilleur passeur     | Lieux Spectateurs           | Série   |
| ----------------------- | ---------- | ------------- | ------- | -------------------- | --------------------- | -------------------- | --------------------------- | ------- |
| 21                      | 3 juillet  | Seattle       | V 90-76 | Cheyenne Parker (21) | Monique Billings (10) | Kristy Wallace (6)   | Gateway Center Arena 3 138  | 10 - 11 |
| 22                      | 6 juillet  | Washington    | D 66–85 | Quatre joueuses (10) | Monique Billings (9)  | Monique Billings (4) | Gateway Center Arena 1 810  | 10 - 12 |
| WNBA All-Star Game 2022 |            |               |         |                      |                       |                      |                             |         |
| 23                      | 12 juillet | @ Chicago     | D 75-90 | Cheyenne Parker (14) | Tiffany Hayes (8)     | Howard, McDonald (3) | Wintrust Arena 7 074        | 10 - 13 |
| 24                      | 15 juillet | Connecticut   | D 68-93 | Tiffany Hayes (18)   | Naz Hillmon (11)      | Erica Wheeler (6)    | Gateway Center Arena 2 962  | 10 - 14 |
| 25                      | 17 juillet | @ Phoenix     | V 85-75 | Cheyenne Parker (21) | Cheyenne Parker (12)  | Erica Wheeler (7)    | Footprint Center 7 963      | 11 - 14 |
| 26                      | 19 juillet | @ Las Vegas   | V 92-76 | Tiffany Hayes (31)   | Naz Hillmon (10)      | Cheyenne Parker (5)  | Michelob Ultra Arena 5 952  | 12 - 14 |
| 27                      | 21 juillet | @ Los Angeles | D 78-85 | Hayes, McDonald (18) | Rhyne Howard (9)      | Parker, Wheeler (4)  | Crypto.com Arena 10 021     | 12 - 15 |
| 28                      | 24 juillet | @ Seattle     | D 72-82 | Rhyne Howard (23)    | Naz Hillmon (14)      | Hillmon, Wheeler (4) | Climate Pledge Arena 12 654 | 12 - 16 |
| 29                      | 28 juillet | Minnesota     | D 85-92 | Tiffany Hayes (24)   | Hillmon, Parker (6)   | Aari McDonald (3)    | Gateway Center Arena 2 396  | 12 - 17 |
| 30                      | 30 juillet | Dallas        | D 68-81 | Rhyne Howard (22)    | Trois joueuses (6)    | Erica Wheeler (6)    | Gateway Center Arena 3 138  | 12 - 18 |

| Match | Date match | Équipe      | Score   | Meilleur marqueur      | Meilleur rebondeur   | Meilleur passeur       | Lieux Spectateurs          | Série   |
| ----- | ---------- | ----------- | ------- | ---------------------- | -------------------- | ---------------------- | -------------------------- | ------- |
| 31    | 3 août     | Indiana     | V 91-81 | Rhyne Howard (20)      | Maya Caldwell (7)    | Caldwell, McDonald (6) | Gateway Center Arena 2 071 | 13 - 18 |
| 32    | 5 août     | Los Angeles | V 88-86 | Rhyne Howard (28)      | Naz Hillmon (9)      | Erica Wheeler (4)      | Gateway Center Arena 3 138 | 14 - 18 |
| 33    | 7 août     | @ Minnesota | D 71-81 | Howard, McDonald (16)  | Naz Hillmon (7)      | Cheyenne Parker (5)    | Target Center 9 421        | 14 - 19 |
| 34    | 9 août     | @ Las Vegas | D 90-97 | Caldwell, Wheeler (17) | Naz Hillmon (8)      | McDonald, Parker (5)   | Michelob Ultra Arena 5 151 | 14 - 20 |
| 35    | 12 août    | New York    | D 70-80 | Erica Wheeler (16)     | Monique Billings (9) | Erica Wheeler (3)      | Gateway Center Arena 3 138 | 14 - 21 |
| 36    | 14 août    | @ New York  | D 83-87 | Rhyne Howard (24)      | Naz Hillmon (7)      | Rhyne Howard (7)       | Barclays Center 7 489      | 14 - 22 |

### Confrontations en saison régulière
| Conférence Est | Conférence Est                            | Conférence Est                            | Conférence Est                            | Conférence Est                            | Conférence Ouest                          | Conférence Ouest                          | Conférence Ouest                          | Conférence Ouest                          | Conférence Ouest                          |
| Équipe         | Domicile                                  | Domicile                                  | Extérieur                                 | Extérieur                                 | Équipe                                    | Domicile                                  | Domicile                                  | Extérieur                                 | Extérieur                                 |
| -------------- | ----------------------------------------- | ----------------------------------------- | ----------------------------------------- | ----------------------------------------- | ----------------------------------------- | ----------------------------------------- | ----------------------------------------- | ----------------------------------------- | ----------------------------------------- |
|                |                                           |                                           |                                           |                                           | Dallas                                    | 80-75                                     | 68-81                                     | 66-59                                     |                                           |
| Chicago        | 65-73                                     |                                           | 100-106                                   | 75-90                                     | Las Vegas                                 | 73-96                                     |                                           | 92-76                                     | 90-97                                     |
| Connecticut    | 61-72                                     | 68-93                                     | 92-105                                    |                                           | Los Angeles                               | 77-75                                     | 88-86                                     | 78-85                                     |                                           |
| Indiana        | 75-66                                     | 91-81                                     | 85-79                                     | 101-79                                    | Minnesota                                 | 84-76                                     | 85-92                                     | 71-81                                     |                                           |
| New York       | 77-89                                     | 70-80                                     | 92-81                                     | 83-87                                     | Phoenix                                   | 81-54                                     |                                           | 88-90                                     | 85-75                                     |
| Washington     | 73-78                                     | 66-85                                     | 50-70                                     | 74-92                                     | Seattle                                   | 90-76                                     |                                           | 60-72                                     | 72-82                                     |
| Conférence     | 5-13 (Domicile : 2-7; Extérieur : 3-6)    | 5-13 (Domicile : 2-7; Extérieur : 3-6)    | 5-13 (Domicile : 2-7; Extérieur : 3-6)    | 5-13 (Domicile : 2-7; Extérieur : 3-6)    | Conférence                                | 9-9 (Domicile : 6-3; Extérieur : 3-6)     | 9-9 (Domicile : 6-3; Extérieur : 3-6)     | 9-9 (Domicile : 6-3; Extérieur : 3-6)     | 9-9 (Domicile : 6-3; Extérieur : 3-6)     |
| Total          | 14-22 (Domicile : 8-10; Extérieur : 6-12) | 14-22 (Domicile : 8-10; Extérieur : 6-12) | 14-22 (Domicile : 8-10; Extérieur : 6-12) | 14-22 (Domicile : 8-10; Extérieur : 6-12) | 14-22 (Domicile : 8-10; Extérieur : 6-12) | 14-22 (Domicile : 8-10; Extérieur : 6-12) | 14-22 (Domicile : 8-10; Extérieur : 6-12) | 14-22 (Domicile : 8-10; Extérieur : 6-12) | 14-22 (Domicile : 8-10; Extérieur : 6-12) |

## Classements
| Classement | Classement                | Classement | Classement | Classement | Classement | Classement | Classement |
| No         | Franchise                 | Vic.       | Def.       | MJ         | V/D        | GB         |            |
| ---------- | ------------------------- | ---------- | ---------- | ---------- | ---------- | ---------- | ---------- |
| 1          | x - Aces de Las Vegas     | 26         | 10         | 36         | .722       | -          |            |
| 2          | x - Sky de Chicago        | 26         | 10         | 36         | .722       | -          |            |
| 3          | x - Sun du Connecticut    | 25         | 11         | 36         | .694       | 1          |            |
| 4          | x - Storm de Seattle      | 22         | 14         | 36         | .611       | 4          |            |
| 5          | x - Mystics de Washington | 22         | 14         | 36         | .611       | 4          |            |
| 6          | x - Wings de Dallas       | 18         | 18         | 36         | .500       | 8          |            |
| 7          | x - Liberty de New York   | 16         | 20         | 36         | .444       | 10         |            |
| 8          | x - Mercury de Phoenix    | 15         | 21         | 36         | .417       | 11         |            |
|            |                           |            |            |            |            |            |            |
| 9          | o - Lynx du Minnesota     | 14         | 22         | 36         | .389       | 12         |            |
| 10         | o - Dream d'Atlanta       | 14         | 22         | 36         | .389       | 12         |            |
| 11         | o - Sparks de Los Angeles | 13         | 23         | 36         | .361       | 13         |            |
| 12         | o - Fever de l'Indiana    | 5          | 31         | 36         | .139       | 21         |            |

| 1 | Sky de Chicago        | 9 | 1 | 10 | +82 |
| 2 | Liberty de New York   | 6 | 4 | 10 | -4  |
| 3 | Sun du Connecticut    | 5 | 5 | 10 | +37 |
| 4 | Mystics de Washington | 5 | 5 | 10 | +17 |
| 5 | Dream d'Atlanta       | 3 | 7 | 10 | -49 |
| 6 | Fever de l'Indiana    | 2 | 8 | 10 | -83 |